# Keep on Dancing/Run Back Home
Keep on Dancing/Run Back Home è il quarto singolo dei Brian Poole & The Tremeloes, pubblicato nel Regno Unito nel 1963.

## Tracce
Lato A
1. Keep on Dancing (Alan Blakley, Brian Poole, Mike Smith)

Lato B
1. Run Back Home (Darren Mitchell, John Jeeves)